# STS-126
STS-126 var en flygning i USA:s rymdfärjeprogram till rymdstationen ISS med rymdfärjan Endeavour som genomfördes i november 2008.
Endeavour startade den 15 november 2008 och landade den 30 november klockan 22.25 på Edwards Air Force Base i Kalifornien. Uppdraget var Endeavours tjugoandra flygning till rymden.

## Uppdragets mål
Uppdragets huvudmål var att utföra service och underhåll på ISS, leverera utrustning ur den medhavda Multi-Purpose Logistics Module (MPLM) Leonardo, samt byta ut en besättningsmedlem i Expedition 18. 

## Aktiviteter

### Innan uppskjutning
Endeavour rullade till Vehicle Assembly Building från sin hangar den 11 september där hon förbereddes för start. Endeavour flyttades till startplatta 39B den 19 september för att stå som räddningsfarkost under uppdraget STS-125 som dock blev senarelagt. Den 23 oktober anlände Endeavour till startplatta 39A.

### Aktiviteter dag för dag

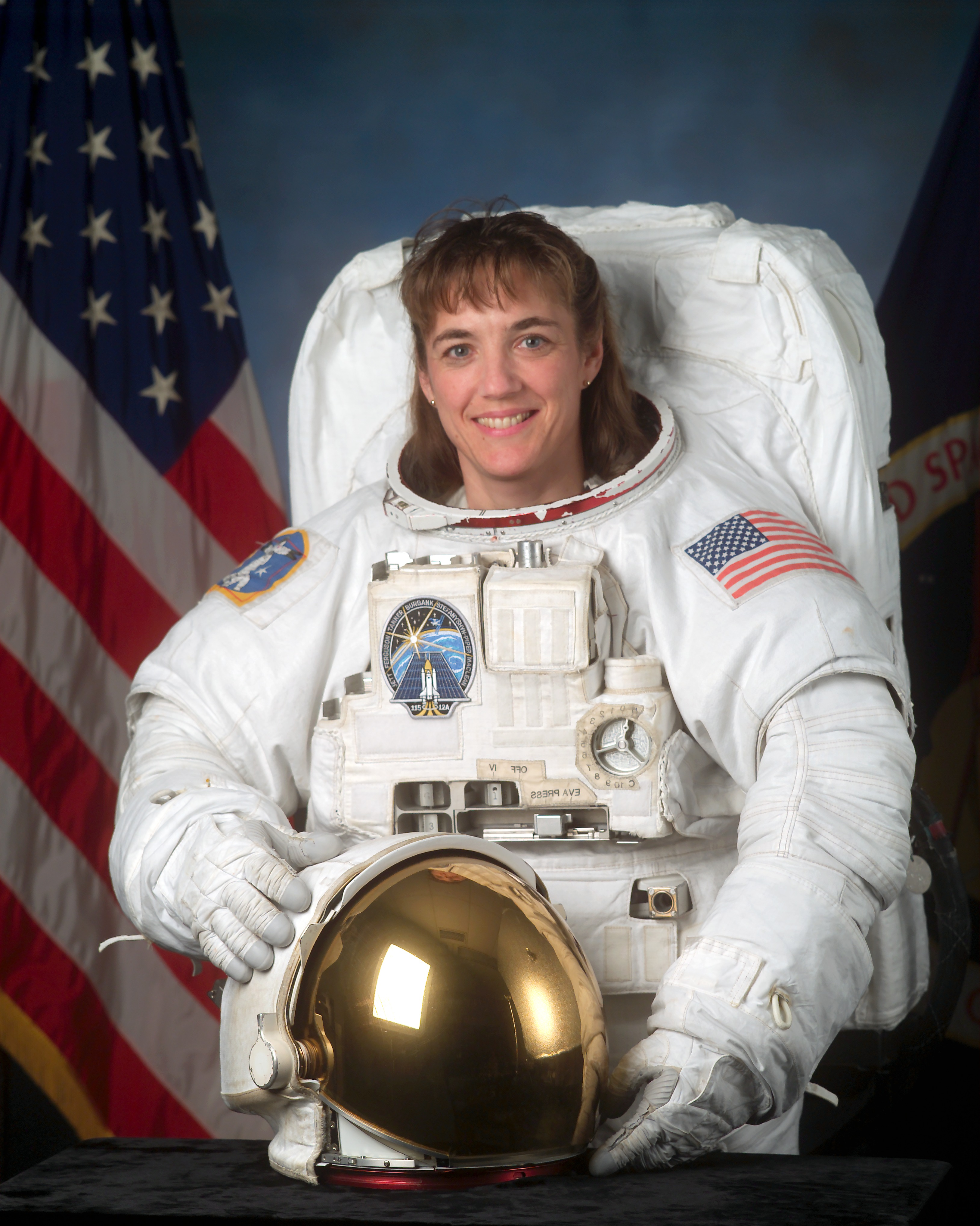
Heidemarie Stefanyshyn-Piper blev under uppdraget STS-126 historiens första kvinnliga ledare under en rymdpromenad.

Dag 1: Lyckad start klockan 01.55 svensk tid varefter den åtta minuter långa färden till omloppsbanan gick som planerat. Rymdfärjans lastrums-dörrar öppnades, robot-armen aktiverades och en antenn fälldes ut. Besättningen utförde sedan sedvanliga undersökningar av färjan för att kontrollera att den inte hade blivit skadad under uppskjutningen.
Dag 2: Fortsatta inspektioner av rymdfärjan samt förberedelser inför dockningen med ISS genomfördes.
Dag 3: Endeavour dockade med ISS klockan 23.01 svensk tid. Ungefär en timme innan dockningen, när Endeavour befann sig under ISS, så manövrerade befälhavare Chris Ferguson Endeavour i en bakåtvolt så besättningsmedlemmarna på ISS kunde ta bilder av färjans undersida.
Dag 4: Den drygt 12 ton tunga MPLM Leonardo (en slags trycksatt lastcontainer) flyttades med hjälp av Canadarm2 från rymdfärjans lastutrymme till nadirporten på servicmodulen Harmony, där dess innehåll sedan lastades av under följande dagar. Förberedelser inför den första rymdpromenaden EVA 1 genomfördes.
Dag 5: Den första rymdpromenaden genomfördes där Heidemarie Stefanyshyn-Piper blev historiens första kvinnliga ledare för en rymdpromenad. Strax innan rymdpromenaden började upptäckte hon att en smörjspruta hade läckt i hennes väska och torkade ren väskan med en trasa. När hon därefter tittade upp såg hon hur en annan väska inuti slussen Quest Airlock gled ut i rymden. Värdet på innehållet i den förlorade väskan uppskattades till etthundra tusen amerikanska dollar. Detta var dock långt ifrån första gången som astronauter förlorat utrustning och mark-kontrollen kommenterade: - Vi måste komma ihåg att människor gör misstag och vi gör vårt bästa för att lära av dem. Väskan brann upp i atmosfären den 3 augusti 2009 flera månader efter att den förlorades  Se vidare avsnitt rymdpromenader nedan.
Dag 6: Överföringar av material till ISS fortsatte och den andra rymdpromenaden EVA 2 förbereddes.
Dag 7: Den andra rymdpromenaden utfördes som planerat. Överföringarna av material till ISS låg före tidsschemat.
Dag 8: En presskonferens tillsammans med Expedition 18 hölls samt förberedelser inför EVA 3 gjordes.
Dag 9: Den tredje rymdpromenaden utfördes som planerat, se avsnitt rymdpromenader nedan.
Dag 10: Besättningen hade några timmars ledigt samt gav intervjuer med massmedia. EVA 4 förbereddes.
Dag 11: Den fjärde rymdpromenaden utfördes som planerat, se avsnitt rymdpromenader nedan. NASA beslutade förlänga uppdraget med en dag, för att ge besättningen mer tid att lösa ett problem med ett vatten-återvinningssystem på en toalett som hade börjat stänga av sig själv dagen innan.
Dag 12: Leonardo-modulen lossades och lastades klart.
Dag 13: Leonardo-modulen förflyttades med hjälp av Canadarm2 tillbaka till Endeavours lastutrymme.
Dag 14: Besättningen hade en gemensam Thanksgiving-middag samt förberedde Endeavours avfärd.
Dag 15: Endeavour lämnade ISS klockan 15.47 svensk tid. Endeavour hade varit dockad till ISS elva dagar, sexton timmar och fyrtiosex minuter, vilket var den dittills längsta efter STS-123 som hade varit dockad elva dagar, tio timmar och trettiosex minuter. Pilot Eric Boe styrde Endeavour den sedvanliga turen runt ISS så man kunde ta bilder av rymdstationen från alla håll. Besättningen utförde de rutinmässiga sista kontrollerna av rymdfärjan för landning. 
Dag 16: Ytterligare förberedelser inför landning gjordes. Man tog in robotarm och antenn och stängde lastrums-dörrarna.
Dag 17: På grund av dåligt väder över Kennendy Space Center i Florida landade Endeavour på första försöket på Edwards Air Force Base i Kalifornien klockan 22.25 svensk tid.

### Rymdpromenader

#### EVA 1
Astronauterna tog bland annat bort en tom vätgas-tank som de lastade ombord på Endevour, förberedde för installation av den japanska modulens Kibōs "terrass EF" som senare utfördes av STS-127, började byta elva rull-lager på rotations-mekanismerna på solpanelerna på styrbord truss som de sedan smorde. Rymdpromenaden utfördes av Stefanyshyn-Piper och Bowen och tog sex timmar och femtiotvå minuter, tjugotvå minuter längre än planerat.

#### EVA 2
Astronauterna flyttade Canadarm2's Mobile Service System från styrbord till babord sida av truss samt smorde ett lager på robotarmen. Man fortsatte att smörja och rengöra de lager på solpanelerna som påbörjades under EVA 1. Rymdpromenaden utfördes av Stefanyshyn-Piper och Bowen och varade i sex timmar och fyrtiofem minuter, femton minuter längre än planerat.

#### EVA 3
Under den tredje rymdpromenaden fortsatte arbetet med att byta och smörja lagren på solpanelerna som påbörjades under EVA 1. Rymdpromenaden utfördes av Stefanyshyn-Piper och Bowen och varade i sex timmar och femtiosju minuter, tjugosju minuter längre än planerat.

#### EVA 4
Arbetet med att byta och smörja lagren på solpanelerna slutfördes. En videokamera monterades på P1 truss som kommer att användas vid dockningar med japanska H-II Transfer Vehicle. Man installerade en GPS-antenn, ledstänger med mera på den japanska modulens Kibō samt fotograferade flera delar av rymdstationen. Rymdpromenaden utfördes av Bowen och Kimbrough och varade i sex timmar och sju minuter, tjugotre minuter kortare än planerat.

## Besättning
- USA Christopher Ferguson befälhavare. Tidigare rymdfärd STS-115
- USA Eric A. Boe pilot. Ingen tidigare rymdfärd
- USA Stephen G. Bowen uppdragsspecialist. Ingen tidigare rymdfärd.
- USA Heidemarie M. Stefanyshyn-Piper uppdragsspecialist. Tidigare rymdfärd STS-115
- USA Donald R. Pettit uppdragsspecialist. Tidigare rymdfärd ISS 7
- USA Robert Shane Kimbrough uppdragsspecialist. Ingen tidigare rymdfärd.

### Besättning på ISS som byts ut på detta uppdrag
- USA Gregory Chamitoff Reste ned till jorden med Endeavour efter att ha ingått ISS Expedition 18.
- USA Sandra H. Magnus Reste till ISS med Endeavour för att ingå i ISS Expedition 18.

## Väckningar
Under Geminiprogrammet började NASA spela musik för besättningar och sedan Apollo 15 har man varje "morgon" väckt besättningen med ett särskilt musikstycke, särskilt utvalt antingen för en enskild astronaut eller för de förhållanden som råder.
| Dag | Låt                           | Artist/Kompositör        | Spelad för                   | Länk   |
| --- | ----------------------------- | ------------------------ | ---------------------------- | ------ |
| 2   | Shelter                       | Xavier Rudd              | Christopher Ferguson         | wavmp3 |
| 3   | Start Me Up                   | the Rolling Stones       | Sandra Magnus                | wavmp3 |
| 4   | London Calling                | the Clash                | Stephen G. Bowen             | wavmp3 |
| 5   | City of Blinding Lights       | U2                       | Shane Kimbrough              | wavmp3 |
| 6   | Fanfare for the Common Man    | Aaron Copland            | Eric A. Boe                  | wavmp3 |
| 7   | Summertime                    | Bandella                 | Donald R. Pettit             | wavmp3 |
| 8   | Unharness Your Horses, Boys   | The Ukrainians           | Heidemarie Stefanyshyn-Piper | wavmp3 |
| 9   | You Are Here                  | Dutton                   | Shane Kimbrough              | wavmp3 |
| 10  | Can't Take My Eyes Off You    | Frankie Valli            | Christopher Ferguson         | wavmp3 |
| 11  | Can’t Stop Loving You         | Van Halen                | Heidemarie Stefanyshyn-Piper | wavmp3 |
| 12  | Fever                         | Bandella                 | Donald Pettit                | wavmp3 |
| 13  | North Sea Oil                 | Jethro Tull              | Stephen G. Bowen             | wavmp3 |
| 14  | Hold On Tight                 | Electric Light Orchestra | Heidemarie Stefanyshyn-Piper | wavmp3 |
| 15  | In the Meantime               | Spacehog                 | Eric A. Boe                  | wavmp3 |
| 16  | Twinkle, Twinkle, Little Star |                          | Gregory Chamitoff            | wavmp3 |
| 17  | Gonna Fly Now                 | Bill Conti               | Christopher Ferguson         | wavmp3 |

## Galleri

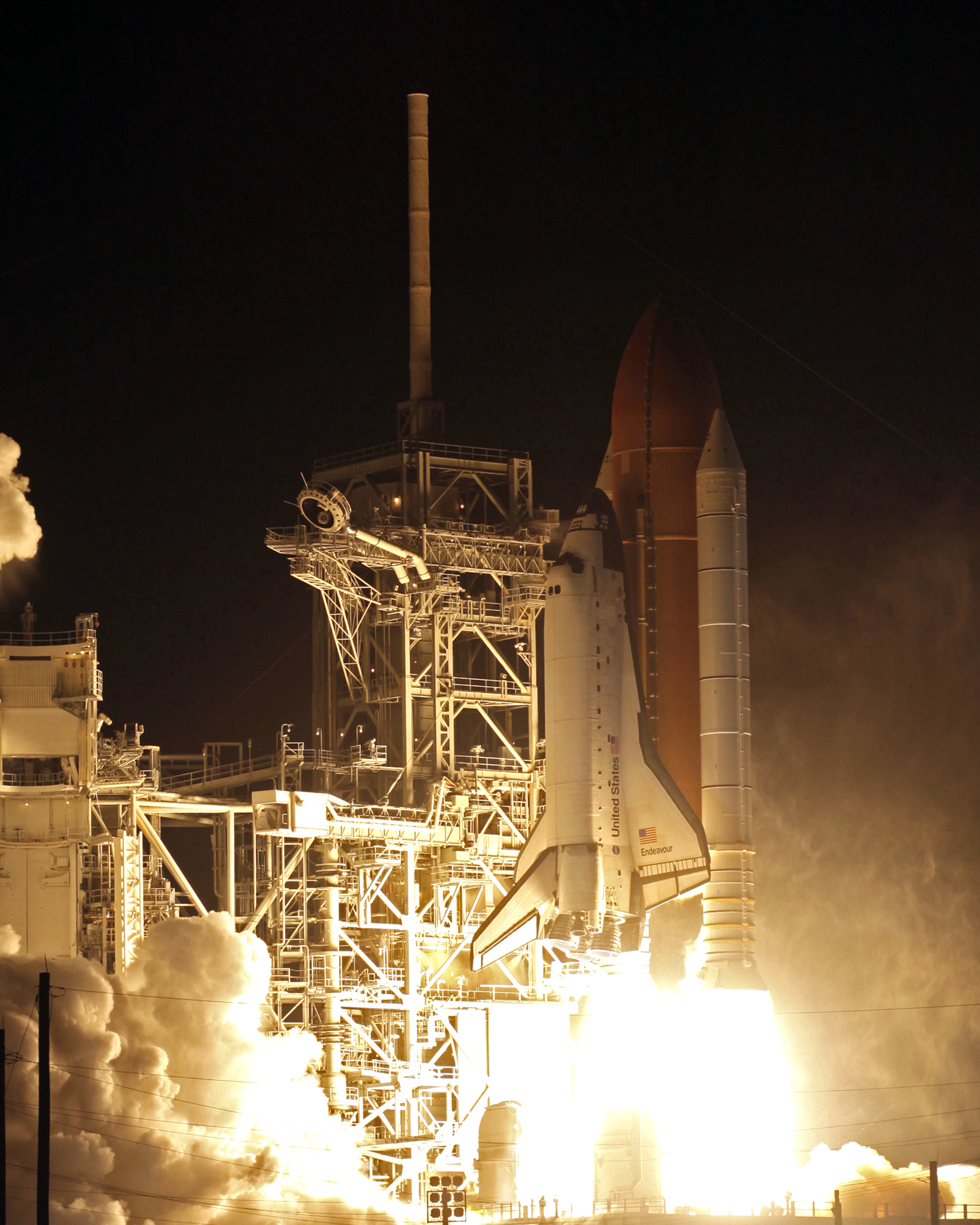
Endeavour lyfter den 15 november klockan 01.55
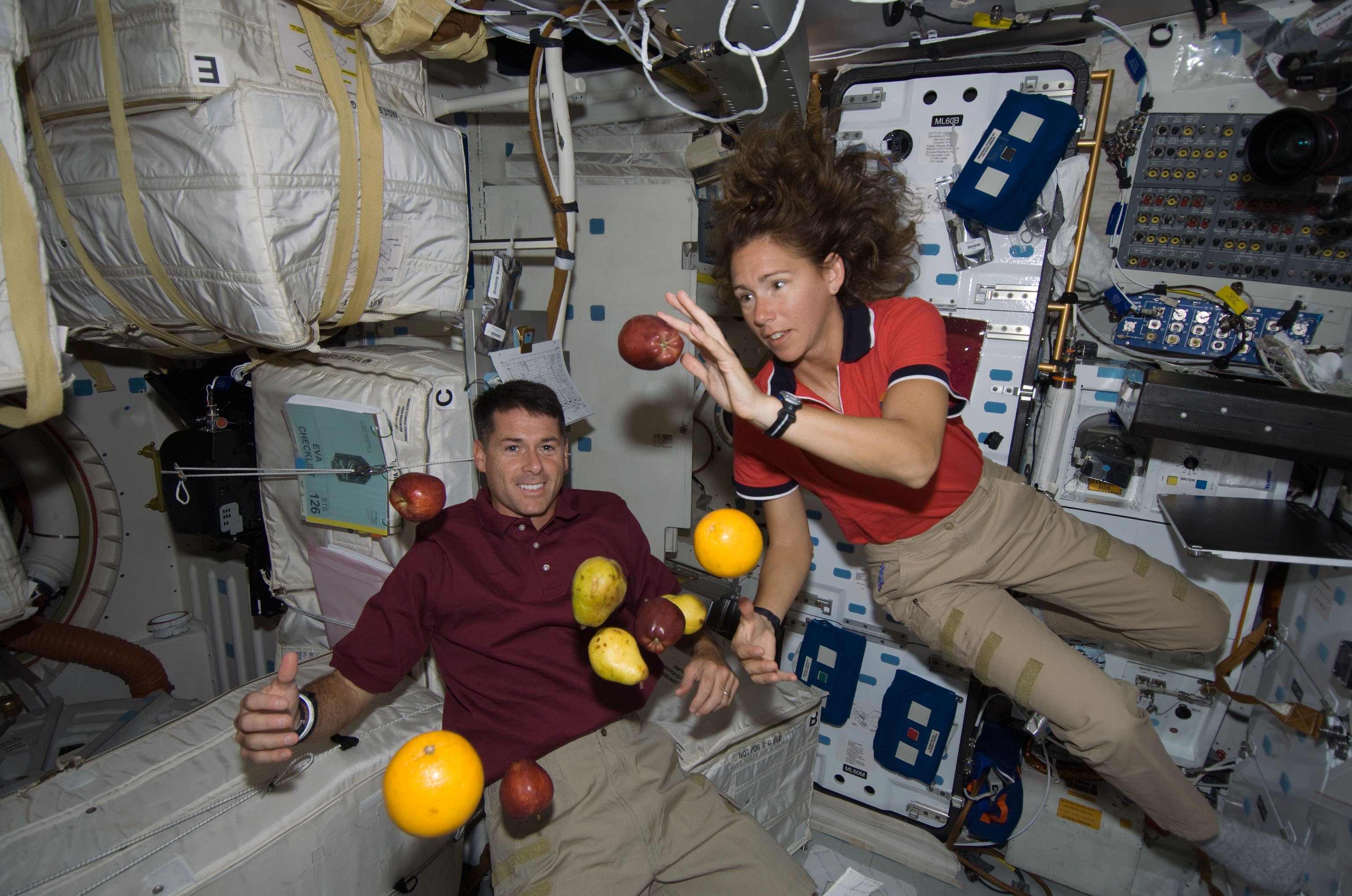
Magnus och Kimbrough jagar färska frukter ombord Endeavour den 16 november 2008.
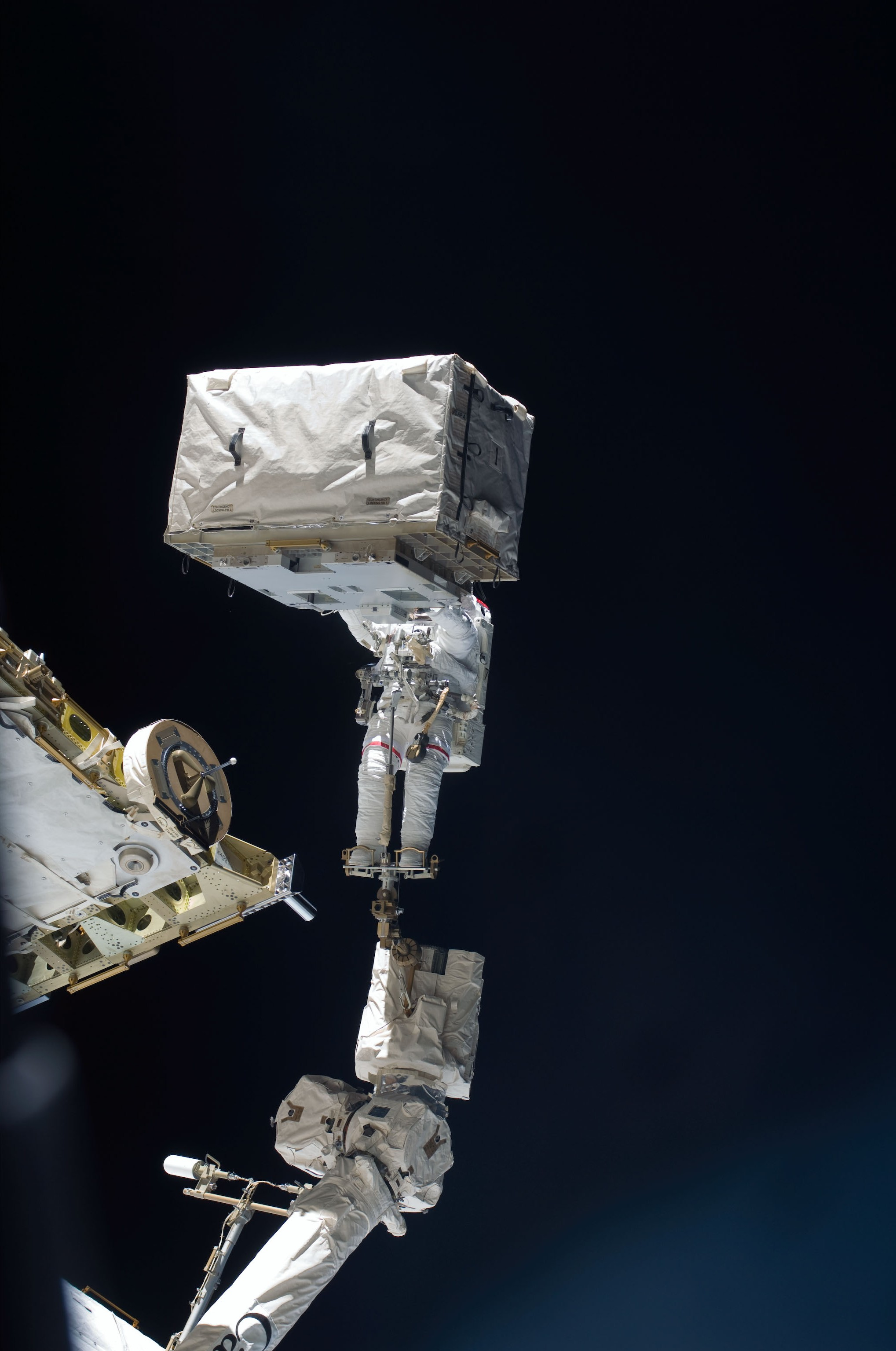
Stefanyshyn-Piper med vätetanken under EVA 1
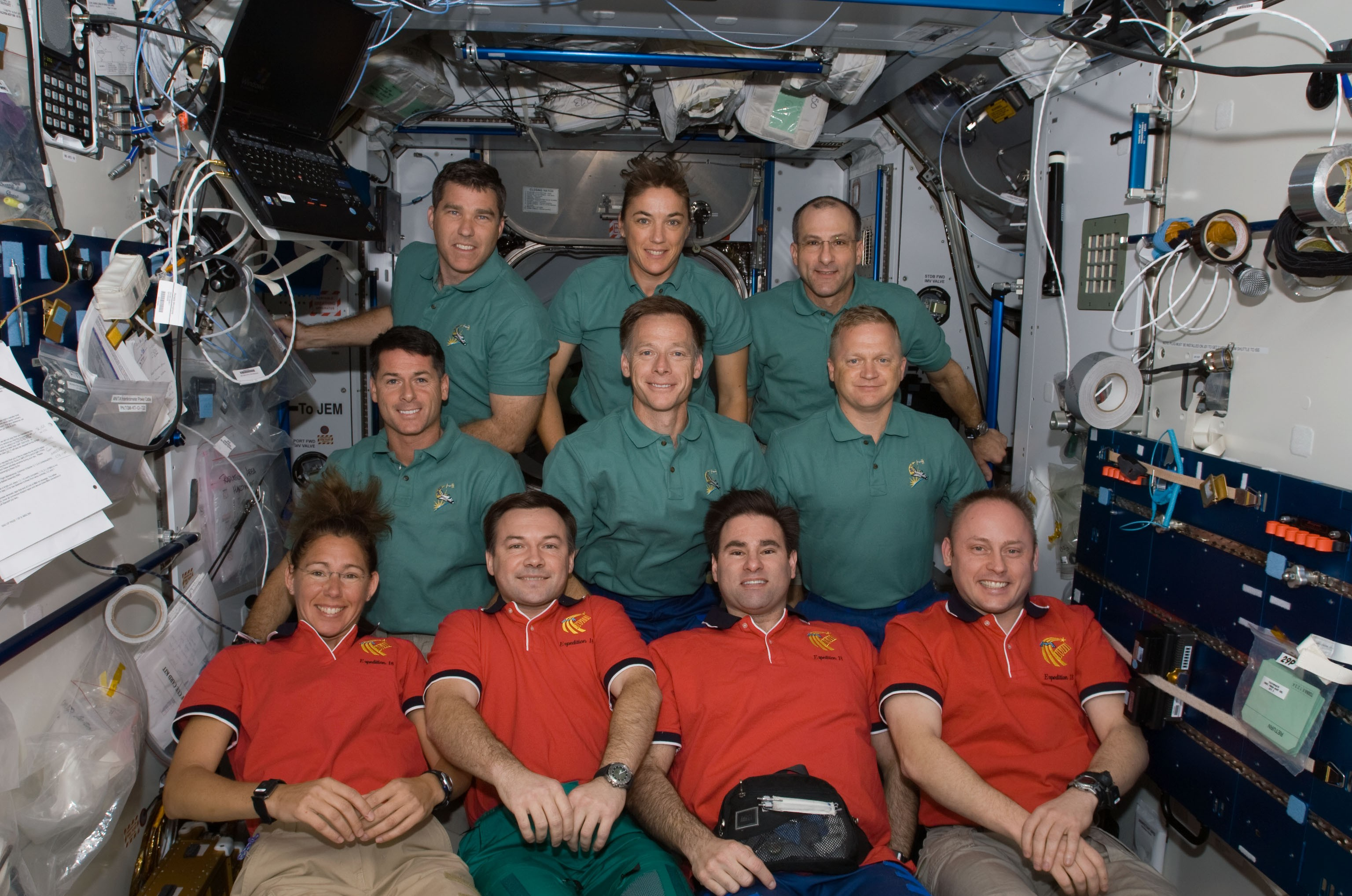
STS-126 besättning klädd i grön tröga och Expedition 18 i röd, efter presskonferensen den 21 november.
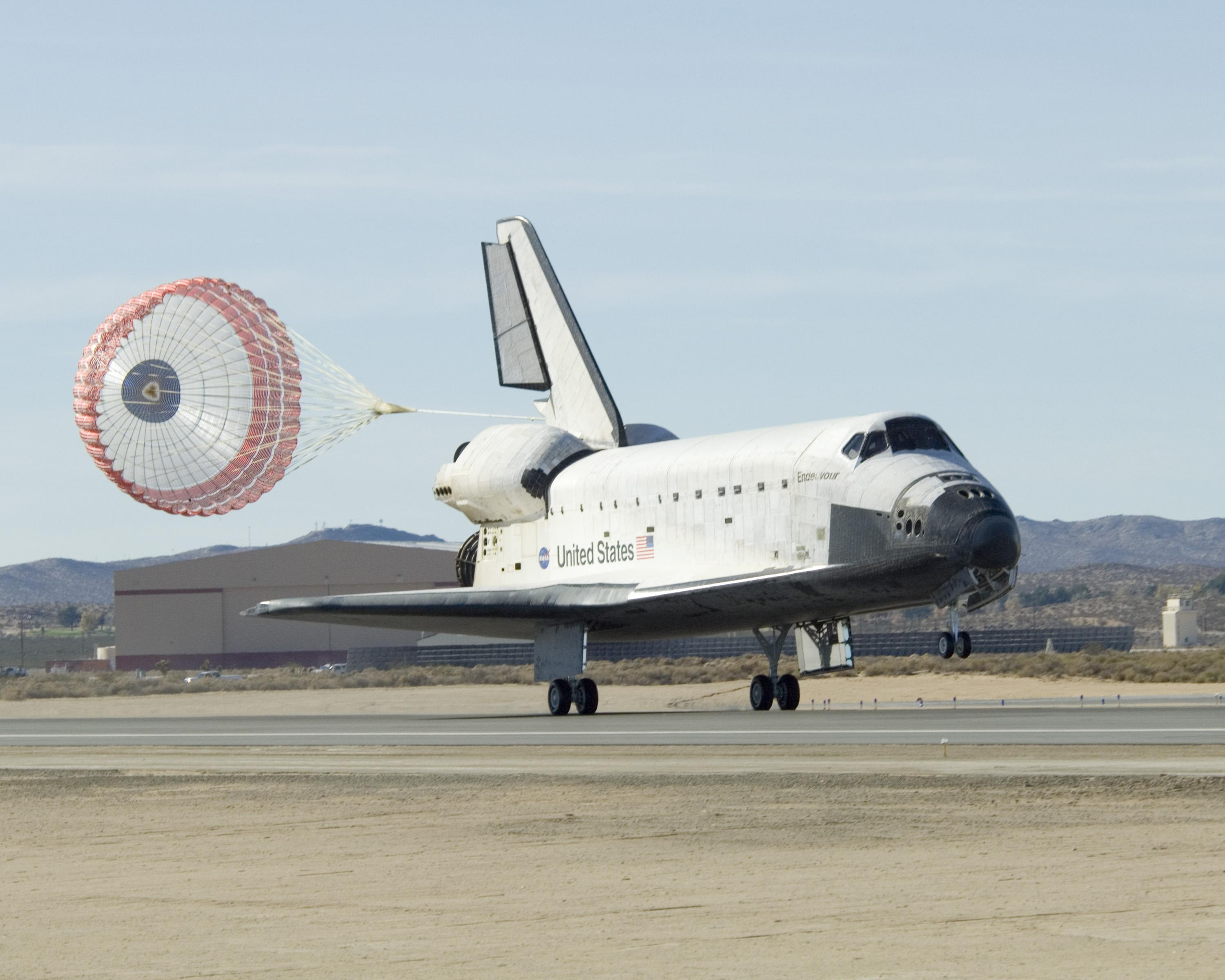
Endeavour landar den 30 november 2008.